# Paul Michael Zulehner
Paul Michael Zulehner, avstrijski teolog in katoliški duhovnik, * 20. december 1939, Dunaj, Avstrija.

## Življenje
Paul Zulehner se je rodil v bolnišnici Dunaj-Döbling. Bil je četrti sin staršev Josefa in Luise Zulehner, rojene Tauber, po Josefu (1932–2003), Hansu (1934–2011) in Jörgu (1938–2003). Njegovega brata Josefa je Franz König leta 1961 posvetil v duhovnika. Hči njegovega brata Jörga je profesorica na univerzi v Frankfurtu na Majni. V mladosti je bil Paul Zulehner član skupine Schottensängerknaben. Tu se je spoprijateljil z Georgom Braulikom in Wolfgangom Schüsselom. Po maturi na Wasagymnasium leta 1958 je Paul Zulehner študiral teologijo in filozofijo na Univerzi v Innsbrucku, na Dunaj in v Münchnu. Sam se ima za učenca Karla Rahnerja. V Innsbrucku je leta 1961 je pri 21 letih doktoriral iz filozofije pri socialnem etiku Johannesu Schaschingu. S študijo o avstromarksizmu je doktoriral iz teologije leta 1964 v Innsbrucku pri Gottfriedu Heinzlu. 29. junija 1964 ga je Franz Jachym posvetil v duhovnika. Svojo pravo mašo je praznoval 19. julija 1964 v Bad Schallerbachu. Med letoma 1965 in 1967 je delal kot kaplan v Altmannsdorfski cerkvi na Dunaju. Leta 1967 je postal študijski prefekt v dunajskem semenišču in asistent Rudolfa Weilerja na dunajski univerzi. V naslednjih letih se je statistične obrti učil pri Hermannu Denzu na Univerzi v Linzu. Leta 1969 ga je Franz König izpustil, da bi se lahko habilitiral. Najprej je za eno leto odšel v Konstanz, kjer je študiral pri Thomasu Luckmannu in živel v župnišču konstanzijske katedrale. Nato je za eno leto odšel v München, kjer je študiral pri Karlu Rahnerju. Leta 1973 se je Paul Zulehner habilitiral pri pastoralnem teologu Rolfu Zerfaßu iz Würzburga s študijo o sekularizaciji. Leta 1973 je kot profesor odšel na Univerzo v Bambergu, od leta 1974 do 1984 je bil univerzitetni profesor na Passau, kjer se je intenzivno ukvarjal z vprašanji sociologije religije in cerkve ter pastoralne teologije. Njegov naslednik v Passauu je bil Isidor Baumgartner.
Od leta 1984 je Zulehner profesor pastoralne teologije na dunajski univerzi. Njegovo posebno področje je preučevanje religije in vrednot, na katerem je opravil številne raziskovalne projekte in študije doma in v tujini. Je svetovalec več strokovnih odborov in iskan govornik. Poleg svojega ožjega strokovnega področja je med drugim objavljal o vrednotah mladih, raziskavah moških, vprašanju smisla v družbi in cerkvenem davku. Od leta 2000 do 2007 je bil dekan Katoliške teološke fakultete Univerze na Dunaju.
Zulehner je od oktobra 2008 emeritus, vendar je še naprej aktiven na akademskem področju. Je član znanstvenega svetovalnega odbora zgornjeavstrijskega think tanka Academia Superior.
16. oktobra 2017 je Paul Zulehner skupaj s praškim filozofom religije Tomášom Halíkom sprožil spletno peticijo Za papeža Frančiška, ki jo je do njene vročitve papežu 28. februarja 2019 podpisalo skoraj 75.000 ljudi. V njej so podpisniki papežu izrazili hvaležnost za njegovo »pogumno in teološko dobro utemeljeno vodenje«. Papeževa skrb je »vsak človek, ki ga ljubi Bog«. Prošnja zagotavlja papežu Frančišku molitev in podporo ter ga spodbuja, naj nadaljuje svojo izbrano pot.
Po koncu Amazonske sinode 27. oktobra 2019, na kateri so sodelujoči škofje sklenili, da pristojnim cerkvenim oblastem v Amazoniji priporočijo, naj poročene stalne diakone pod določenimi pogoji posvetijo v duhovnike, želi Zulehner sprožiti spletno peticijo »Amazonija tudi pri nas«, s katero želi podobne predloge predložiti nemškim škofom. 

## Nagrade in članstva
- 1967: nagrada kardinala Innitzerja
- Leopold-Kunschak-Preis[24].
- Nagrada Karla Rennerja[24]
- Štipendija nemške zvezne vlade Aleksandra von Humbolta: študija v Konstanzu (Thomas Luckmann) in Karl Rahner (München)[24]
- 1985-2000: teološki svetovalec posameznih predsednikov Sveta Konference evropskih škofovskih konferenc[24].
- 1987-1999: član svetovalnega odbora Avstrijske raziskovalne fundacije[24]
- 2009: Veliko srebrno častno odlikovanje za zasluge za Republiko Avstrijo[25]
- član Evropske akademije znanosti in umetnosti[24]
- dopisni član Avstrijske akademije znanosti[24]
- 2015: častni doktorat Univerze v Erfurtu
- 2019: Nagrada Horsta Dahna v Berlinu z nagrado +Miklos Tomka za vzhodnoevropske študije.
- 2019: častni doktorat v Cluju (Romunija)

## Spisi (izbor)
- Poroka - rojstvo - smrt. Pastorala na življenjskih obračunih. Verlag Herder, Freiburg im Breisgau/Dunaj 1976, ISBN 3-210-24506-1.
- Pomagajte ljudem živeti. Za novo vzdušje v pastoralni službi. Verlag Herder, Freiburg im Breisgau/Dunaj 1978, ISBN 978-3-451-18228-0.
- Religija v življenju Avstrijcev. Dokumentacija raziskave. Verlag Herder, Freiburg im Breisgau/Dunaj 1981, ISBN 978-3-210-24665-9.
- Razveza - kaj pa potem...? Odlomek katoliške pastorale za razvezane. Patmos Verlag, Düsseldorf 1982, ISBN 978-3-491-72116-6.
- Govorica o Bogu. Gradniki za cerkev prihodnosti. Z besedili Josefa Fischerja in meditacijo Rolfa Zerfaßa. Patmos Verlag, Düsseldorf 1986, ISBN 978-3-491-77678-4.
- Skupaj z Josefom Fischerjem in Max Huber: Oni bodo moje ljudstvo. Osnovni tečaj verovanja v skupnosti. Patmos Verlag, Düsseldorf 1986, ISBN 978-3-491-72151-7.
- Wider die Resignation in der Kirche. Poziv h kritični zvestobi. Verlag Herder, Freiburg im Breisgau/Dunaj 1989, ISBN 3-210-24953-9.
- Pastoralna teologija 1. zvezek: Temeljna pastoralna teologija. Cerkev med poslanstvom in pričakovanji.  Patmos Verlag, Düsseldorf 1989, ISBN 978-3-491-77658-6.
- Pastoralna teologija, 2. zvezek: Gemeindepastoral. Kraji krščanske prakse. Patmos Verlag, Düsseldorf 1989, ISBN 978-3-491-77659-3.
- Pastoralna teologija, 3. zvezek: Prehodi. Pastoralna oskrba na življenjskih prelomnicah. Patmos Verlag, Düsseldorf 1990, ISBN 978-3-491-77660-9.
- Pastoralna teologija 4. zvezek: Pastoralna futurologija. Cerkev na poti v socialni jutri. Patmos Verlag, Düsseldorf 1990, ISBN 3-491-77657-0.
- skupaj s Hermannom Denzem: Wie Europa lebt und glaubt. Evropska študija vrednot. Patmos Verlag, Düsseldorf 1993, ISBN 978-3-491-77946-4.
- Zavetje za dušo. Duhovne vaje - ne le za pobožne sodobnike. Patmos Verlag, Düsseldorf 1994, ISBN 978-3-491-77964-8.
- Cerkvene prevare. Poziv k svobodi, solidarnosti in odprtim nebesom. Založba Kremayr & Scheriau, Dunaj 1997, ISBN 978-3-218-00618-7.
- Otrok med njimi. Potrebujemo družine, ki jih zaznamujeta stabilnost in ljubezen. Založba Kremayr & Scheriau, Dunaj 1999, ISBN 978-3-218-00666-8.
- Načini za politiko solidarnosti. Študija Inštituta Ludwig Boltzmanns za raziskovanje vrednot. Tyrolia-Verlag, Innsbruck 1999, ISBN 3-7022-2224-3.
- skupaj z Andreasom Müllerjem OFM in Arnom Tauschem (ur.): Global Capitalism, Liberation Theology and the Social Sciences. Analiza protislovij modernosti na prelomu tisočletja. Nova Science Publishers, New York 1999, ISBN 978-1-56072-679-1.
- skupaj z Anno Hennersperger: Gresta in ne postaneta dolgočasna (Iz 40,31). Duhovniki v sodobni kulturi. Rezultati študije Duhovniki 2000. Schwabenverlag, Ostfildern 2001, ISBN 3-7966-1026-9.
- skupaj s Fritzom Lobingerjem in Petrom Neunerjem: Leutepriester in lebendigen Gemeinden. Poziv za kongregacijske prezbiterije. Schwabenverlag, Ostfildern 2003, ISBN 978-3-7966-1124-7.
- Obnoviti cerkev - ne rešiti jo pred smrtjo. Schwabenverlag, Ostfildern 2004, ISBN 3-7966-1173-7.
- MannsBilder. Desetletje razvoja moških. Objavljeno v imenu Zveznega ministrstva za socialno varnost, generacije in varstvo potrošnikov. Schwabenverlag, Ostfildern 2004, ISBN 3-7966-1134-6.
- skupaj s Katharino Renner: Ortsuche - Umfrage unter Pastoralreferentinnen und Pastoralreferenten im deutschsprachigen Raum. Schwabenverlag, Ostfildern 2006, ISBN 3-7966-1310-1.
- skupaj z Anno Hennersperger: Damit die Kirche nicht rat-los wird. Župnijski sveti za trajnostne župnije. Schwabenverlag, Ostfildern 2010, ISBN 978-3-7966-1504-7.
- Cerkvene vizije - orientacija v času cerkvenega prestrukturiranja. Patmos Verlag, Ostfildern 2012, ISBN 978-3-8436-0168-9.
- Doto. Avtobiografski, drugačne vrste. Patmos Verlag, Ostfildern 2014, ISBN 978-3-8436-0542-7.
- Skupaj s Tomášom Halikom (ur.): Pro Papež Frančišek. Svetovna podpora papežu s strani cerkvenega ljudstva. Patmos Verlag, Ostfildern 2018, ISBN 978-3-8436-1115-2.

## Spletne povezave
- Spletna stran Paula Zulehnerja
- Blog Paula Zulehnerja
- Seznam publikacij od leta 2019
- Intervju na derStandard.at, 13. avgust 2009.